# Acilaminoacil-peptidasa
Una acilaminoacil-peptidasa (EC 3.4.19.1, también conocida como enzima acilaminoácido liberadora, N-acilpéptido hidrolasa, N-formilmetionina (fMet) aminopeptidasa, alfa-N-acilpéptido hidrolasa) es una enzima que cataliza la siguiente reacción química:
Esta enzima pertenece a la familia de las hidrolasas, más concretamente al de las peptidasas omega. La enzima es activa a pH neutro.